# Baza zaopatrywania
Baza zaopatrywania - organ zaopatrywania obejmujący grupę składów środków materiałowych, przeznaczony do materiałowego zaopatrywania wojsk.